# Sticteulima jeffreysiana
Sticteulima jeffreysiana é uma espécie de molusco pertencente à família Eulimidae.
A autoridade científica da espécie é Brusina, tendo sido descrita no ano de 1869.
Trata-se de uma espécie presente no território português, incluindo a zona económica exclusiva.